# Liste der chinesischen Botschafter in den Vereinigten Staaten
Von 1949 bis 1973 erkannte die US-Regierung die Regierung in Taipeh als Vertreter von China an.

## Botschafter

### Gesandte des Kaiserreichs

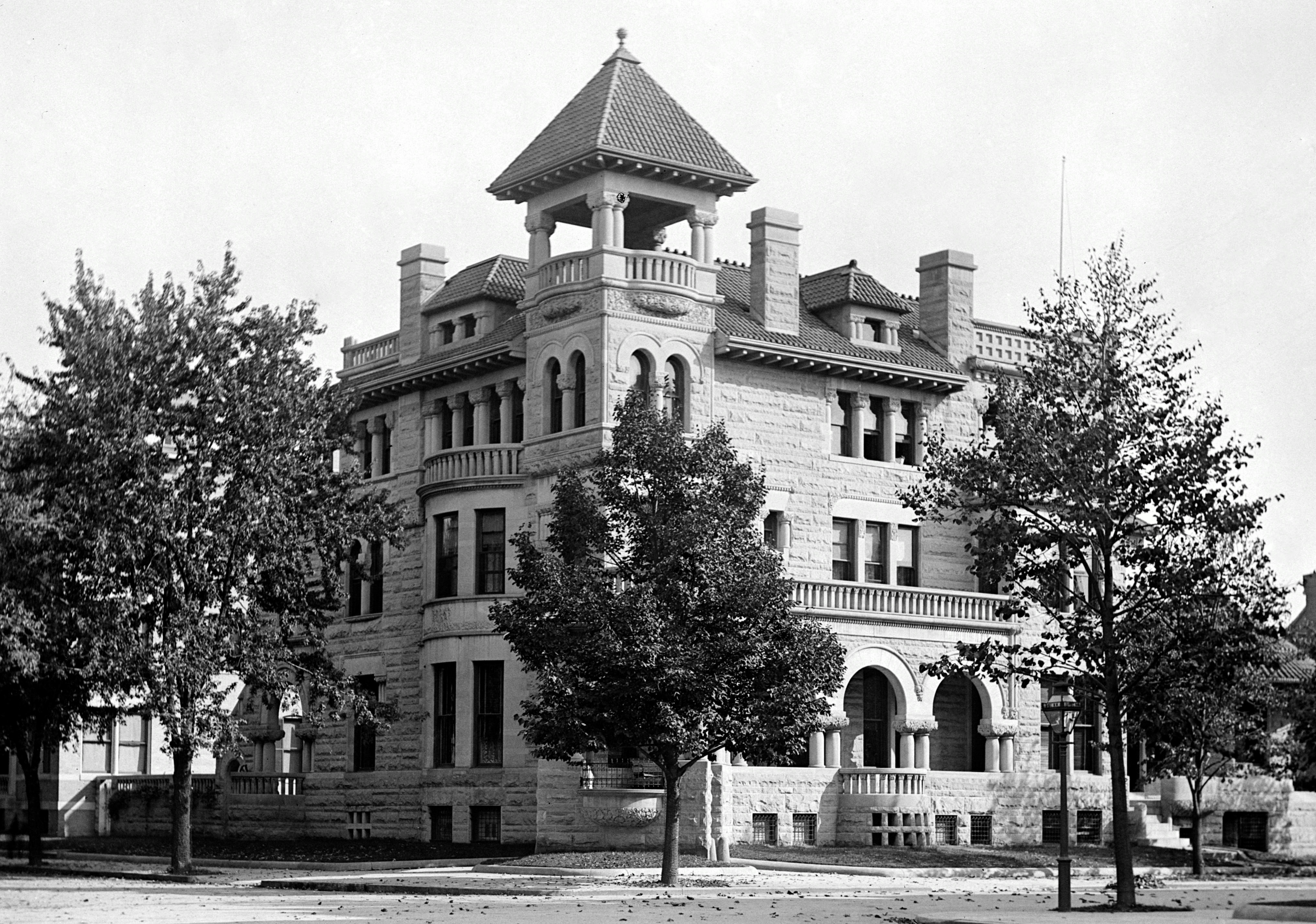
1907–1909: Residenz und Kanzlei des Gesandten Wu Tingfang, Dupont Circle.

| Ernannt / Akkreditiert | Name              | chinesisch | Bemerkung, Foto                                                | ernannt von | akkreditiert bei    | Posten verlassen |
| ---------------------- | ----------------- | ---------- | -------------------------------------------------------------- | ----------- | ------------------- | ---------------- |
| Dez. 1875              | Chen Lanbin       |            | Gesandter des Kaisers von China kam 1878 nach Washington, D.C. | Cixi        | Rutherford B. Hayes | 1881             |
| 1881                   | Zheng Zaoru       |            | Gesandter des Kaisers von China                                | Cixi        | James A. Garfield   | 1885             |
| 1885                   | Zhang Yinheng     |            | Gesandter des Kaisers von China                                | Cixi        | Grover Cleveland    | 1889             |
| 1889                   | Cui Guoyin        |            | Gesandter des Kaisers von China                                | Cixi        | Benjamin Harrison   | 1893             |
| 1893                   | Yang Ru           |            | Gesandter des Kaisers von China                                | Cixi        | Grover Cleveland    | 1896             |
| 1896                   | Wu Tingfang       |            | Gesandter des Kaisers von China                                | Cixi        | Grover Cleveland    | 1902             |
| 1902                   | Liang Cheng       |            | Gesandter des Kaisers von China                                | Cixi        | Theodore Roosevelt  | 1907             |
| 1907                   | Wu Tingfang       |            | Gesandter des Kaisers von China                                | Cixi        | Theodore Roosevelt  | 1909             |
| 1909                   | Zhang Yintang     |            | Gesandter des Kaisers von China                                | Pu Yi       | William Howard Taft | 1911             |
| 1911                   | Alfred Sao-ke Sze |            | Gesandter des Kaisers von China                                | Pu Yi       | William Howard Taft | 1912             |

### Botschafter der Republik China

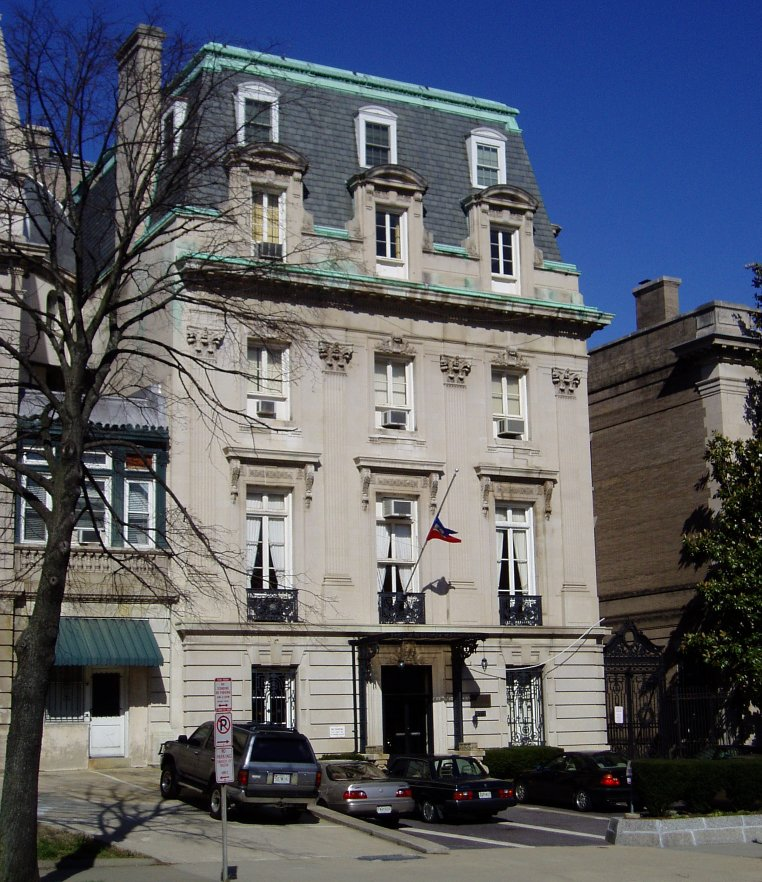
Bis 1979 Botschaft der Republik China in der 2311 Massachusetts Avenue, Washington, D.C.

| Ernannt / Akkreditiert | Name                | chinesisch | Bemerkung, Foto                                                                                                  | ernannt von      | akkreditiert bei      | Posten verlassen |
| ---------------------- | ------------------- | ---------- | --- | ---------------- | --------------------- | ---------------- |
| 1912                   | Zhang Yintang       |            | Botschafter der Republik China                                                                                   | Yuan Shikai      | William Howard Taft   | 1913             |
| 1913                   | Kai Fu Shah         |            | | Yuan Shikai      | Woodrow Wilson        | 1915             |
| 1915                   | Wellington Koo      |            | Botschafter der Republik China                                                                                   | Yuan Shikai      | Woodrow Wilson        | 1920             |
| 1920                   | Alfred Sao-ke Sze   |            | Botschafter der Republik China                                                                                   | Xu Shichang      | Woodrow Wilson        | 1929             |
| 1929                   | Wu Chaoshu          |            | Botschafter der Republik China                                                                                   | Chiang Kai-shek  | Herbert C. Hoover     | 1931             |
| 1931                   | Yan Huiqing         |            | Botschafter der Republik China                                                                                   | Lin Sen          | Herbert C. Hoover     | 1933             |
| 1933                   | Alfred Sao-ke Sze   |            | Botschafter der Republik China                                                                                   | Lin Sen          | Franklin D. Roosevelt | 1935             |
| 1935                   | Alfred Sao-ke Sze   |            | Botschafter der Republik China                                                                                   | Lin Sen          | Franklin D. Roosevelt | 1936             |
| 1936                   | Wang Zhengting      |            | Botschafter der Republik China                                                                                   | Lin Sen          | Franklin D. Roosevelt | 1938             |
| 1938                   | Hu Shih             |            | Botschafter der Republik China                                                                                   | Lin Sen          | Franklin D. Roosevelt | 1942             |
| 1942                   | Wei Tao-ming        |            | Botschafter der Republik China                                                                                   | Lin Sen          | Franklin D. Roosevelt | 1946             |
| 1946                   | V.K. Wellington Koo |            | Botschafter der Republik China                                                                                   | Chiang Kai-shek  | Harry S. Truman       | 1956             |
| 1956                   | Dong Xianguang      |            | Botschafter der Republik China auf Taiwan                                                                        | Chiang Kai-shek  | Dwight D. Eisenhower  | 1958             |
| 14. Juli 1958          | George Yeh          |            | Botschafter der Republik China auf Taiwan                                                                        | Chiang Kai-shek  | Dwight D. Eisenhower  | 1961             |
| 1961                   | Tsiang Tingfu       |            | Botschafter der Republik China auf Taiwan Chiang Ting-fu (* 1895; † 1965) 26. August 1936 – 12. Mai 1938: Moskau | Chiang Kai-shek  | John F. Kennedy       | 1965             |
| 1965                   | Zhou Shukai         |            | Botschafter der Republik China auf Taiwan Chow Shu-kai 1978–1991: beim Heiligen Stuhl                            | Chiang Kai-shek  | Lyndon B. Johnson     | 1971             |
| 1971                   | James Shen          | 沈劍虹（   | Botschafter der Republik China auf Taiwan (* 1908; 12. Juli 2011),                                               | Chiang Kai-shek  | Richard Nixon         | 1979             |
| 1979                   | Xia Gongquan        |            | Vertreter Taiwans (* 1897)                                                                                       | Chiang Ching-kuo | Jimmy Carter          | 1981             |
| 1981                   | Cai Weiping         |            | Vertreter Taiwans                                                                                                | Chiang Ching-kuo | Ronald Reagan         | 1982             |
| 1982                   | Fredrick Chien      |            | Vertreter Taiwans                                                                                                | Chiang Ching-kuo | Ronald Reagan         | 1988             |
| 1988                   | Ding Maoshi         |            | Vertreter Taiwans                                                                                                | Chiang Ching-kuo | Ronald Reagan         | 1994             |
| 1994                   | Lu Zhaozhong        |            | Vertreter Taiwans                                                                                                | Lee Teng-hui     | Bill Clinton          | 1996             |
| 1996                   | Jason Hu            |            | Vertreter Taiwans                                                                                                | Lee Teng-hui     | Bill Clinton          | 1997             |
| 1997                   | Chen Xifan          |            | Vertreter Taiwans                                                                                                | Lee Teng-hui     | Bill Clinton          | 2000             |
| 2000                   | Cheng Jianren       |            | Vertreter Taiwans                                                                                                | Chen Shui-bian   | Bill Clinton          | 2004             |
| 2004                   | David Lee           |            | Vertreter Taiwans                                                                                                | Chen Shui-bian   | George W. Bush        | 2007             |
| 2007                   | Joseph Wu           |            | Vertreter Taiwans                                                                                                | Chen Shui-bian   | George W. Bush        | 2008             |
| 2008                   | Yuan Jiansheng      |            | Vertreter Taiwans                                                                                                | Ma Ying-jeou     | George W. Bush        |                  |

### Botschafter der Volksrepublik China

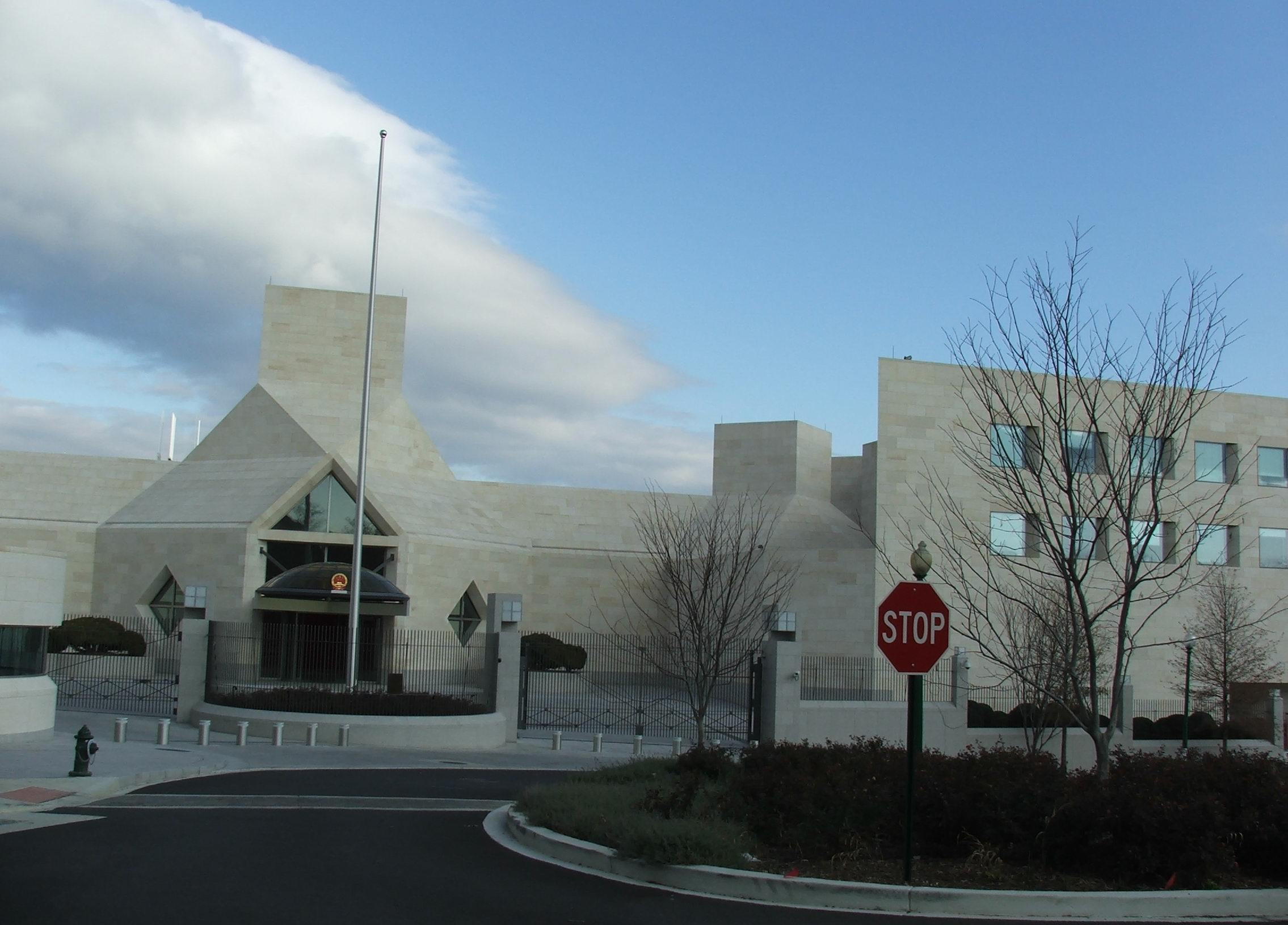
Botschaft der Volksrepublik China, 3500 Williamsburg Lane Northwest, Washington, D.C.

| Ernannt / Akkreditiert | Name          | chinesisch | Bemerkung, Foto | ernannt von   | akkreditiert bei  | Posten verlassen |
| ---------------------- | ------------- | ---------- | --- | ------------- | ----------------- | ---------------- |
| 1973                   | Huang Zhen    | 黄镇       | Leiter des Verbindungsbüros der Volksrepublik China                                                                                 | Dong Biwu     | Richard Nixon     | 1977             |
| 1977                   | Huang Zhen    | 黄镇       | Botschafter der Volksrepublik China:1950–1954: Budapest, 1954–1961: Jakarta, 1963–1973: Paris, 1986–1998:Aden, 1989–1991: Abu Dhabi | Song Qingling | Jimmy Carter      | 1979             |
| 1979                   | Chai Zemin    | 柴泽民     | Botschafter der Volksrepublik China: 1961–1964:Budapest, 1964–1967: Bissau, 1970–1974: Kairo, 1976–1978: Bangkok                    | Ye Jianying   | Jimmy Carter      | 1982             |
| 1983                   | Zhang Wenjin  | 章文晋     | Botschafter der Volksrepublik China: 1966–1967:Islamabad, 1973–1976:Ottawa                                                          | Li Xiannian   | Ronald Reagan     | 1985             |
| 1985                   | Han Xu        | 韩叙       | Botschafter der Volksrepublik China                                                                                                 | Li Xiannian   | Ronald Reagan     | 1989             |
| 1989                   | Zhu Qizhen    | 朱启祯     | Botschafter der Volksrepublik China                                                                                                 | Yang Shangkun | George H. W. Bush | 1993             |
| 1993                   | Li Daoyu      |            | Botschafter der Volksrepublik China                                                                                                 | Jiang Zemin   | Bill Clinton      | 1998             |
| 1998                   | Li Zhaoxing   |            | Botschafter der Volksrepublik China                                                                                                 | Jiang Zemin   | Bill Clinton      | 2001             |
| 2001                   | Yang Jiechi   |            | Botschafter der Volksrepublik China                                                                                                 | Jiang Zemin   | George W. Bush    | 2005             |
| 2005                   | Zhou Wenzhong |            | Botschafter der Volksrepublik China                                                                                                 | Hu Jintao     | George W. Bush    | 2010             |
| 2010                   | Zhang Yesui   |            | Botschafter der Volksrepublik China                                                                                                 | Hu Jintao     | Barack Obama      | 2013             |
| 2013                   | Cui Tiankai   | 崔天凯     | Botschafter der Volksrepublik China                                                                                                 | Hu Jintao     | Barack Obama      | 2021             |
| 2021                   | Qin Gang      | 秦刚       | Botschafter der Volksrepublik China                                                                                                 | Xi Jinping    | Joe Biden         | 2022             |